# Johnny Corm
Johnny Ishac Corm (* 1966) ist ein libanesischer Geschäftsmann. Seit September 2021 ist er Telekommunikationsminister in der Regierung Nadschib Miqati.
Corm ist Absolvent des College Notre-Dame Jamhour im Distrikt Baabda. Nach seinem Abschluss zog er in die Vereinigten Staaten, um seine Ausbildung fortzusetzen. Er schloss sein Studium 1988 mit einem Bachelor of Science in Wirtschaftsingenieurwesen an der West Virginia University ab und schloss 1990 seinen MBA an derselben Universität ab. Während seiner Ausbildung in den USA arbeitete Corm von 1984 bis 1990 im Verlag South-Western Publishing in Nashville, Tennessee, als Sales Manager. Corm war bis zu seiner Berufung zum Minister im Kabinett Miqati Geschäftsführer des libanesischen Unternehmens General Paint Co., das er seit 1990 zu einem der größten Privatunternehmen in der Autoreparaturlackindustrie aufgebaut hat. Corm wurde von der Marada-Bewegung vorgeschlagen.